# Sandra Šrut
Sandra Šrut (* 26. Januar 1999) ist eine kroatische Leichtathletin, welche sowohl den Mittelstrecken- als auch den Langstreckenlauf ausübt. Zudem ist sie auch im Hindernislauf aktiv und konnte über die 3000 Meter Hindernis einmal kroatische Meisterin werden.

## Karriere
Am 24. Februar 2018 startete Sandra Šrut bei den kroatischen Hallenmeisterschaften in Zagreb im 3000-Meter-Lauf. Bei ihrer ersten Teilnahme belegte sie hinter Kristina Hendel mit einer Zeit von 10:56,87 Minuten den zweiten Platz. Nachdem sie erstmals an den Hallenmeisterschaften teilgenommen hatte, nahm sie auch erstmals an den kroatischen Freiluftmeisterschaften teil. Ihren ersten Auftritt hatte sie am 22. April 2018 bei den ausgelagerten Meisterschaften im 10.000-Meter-Lauf und belegte beim Rennen in Zadar den vierten Platz. 
Aufgrund ihrer guten Leistungen durfte sie an den Leichtathletik-U20-Weltmeisterschaften 2018 im Ratina-Stadion in der finnischen Stadt Tampere teilnehmen. Dort startete sie im 3000-Meter-Hindernislauf und stellte mit 10:19,80 Minuten eine neue Bestleistung auf. Mit dieser Zeit belegte sie im Halbfinale den zehnten Platz. In Abwesenheit der Vorjahressiegerin und kroatischen Rekordhalterin Kristina Hendel siegte Šrut im 3000-Meter-Hindernislauf am 28. Juli 2018 in 10:59,07 Minuten bei den kroatischen Meisterschaften in Zagreb und sicherte sich ihren ersten kroatischen Meistertitel. Einen Tag später belegte sie über die 3000 Meter den sechsten Platz.

## Bestleistungen

### Freiluft
- 1500-Meter-Lauf: 04:48,33 min am 5. Mai 2018 in  Zagreb
- 3000-Meter-Lauf: 10:01,43 min am 17. Juni 2018 in  Split
- 10.000-Meter-Lauf: 37:26,48 min am 22. April 2018 in  Zadar
- 3000-Meter-Hindernislauf: 10:19,80 min am 10. Juli 2018 in  Tampere

### Halle
- 1500-Meter-Lauf: 05:02,88 min am 3. März 2018 in  Zagreb
- 3000-Meter-Lauf: 10:56,87 min am 24. Februar 2018 in  Zagreb